# Монголо-Маньчжурская степь
Монголо-Маньчжурская степь — засушливая степь, расположенная в Монголии и на севере Китая.

## Расположение
Монголо-Маньчжурская степь имеет площадь 887 300 км². Экорегион имеет форму большого полумесяца вокруг пустыни Гоби, простирается по территории Центральной и Восточной Монголии, восточной части Внутренней Монголии, Восточной и Центральной Маньчжурии и на юго-западе на Северо-Китайской равнине. На северо-востоке и севере, Селенга-Орхонская и Даурская лесостепи образуют переходную зону между степью и лесами Сибири на севере. На востоке и юго-востоке степь переходит к умеренным лиственным и смешанным лесам, в том числе смешанных лесов Маньчжурии, лиственных лесов Северо-Китайской равнины, и Центрально-Китайского лесового плато смешанных лесов. На юго-западе, степь распространяется до реки Хуанхэ, через степь плато Ордос.

## Флора
Доминирующей флорой являются несколько видов ковыля: ковыль байкальский (Stipa baicalensis), ковыль волосатик (Stipa capillata), ковыль большой (Stipa grandis); типчак (Festuca valesiaca), овсяница овечья (Festuca ovina), Aneurolepidium chinense, Filifolium sibiricuman, и Cleistogenes sqarrosa.
Юго-западные склоны хребта Большой Хинган имеют широколиственные леса дуба монгольского (Quercus mongolica), или лиственные леса тополей Populus davidiana и Populus suaveolens, берёзы плосколистной (Betula platyphylla) и ивы росистой (Salix rorida).

## Фауна
- Коричневый ушастый фазан (Crossoptilon mantchuricum) — единственная эндемичная птица в экорегионе
- Байбак (Marmota bobak)
- Волк (Canis lupus)
- Дзерен (Procapra gutturosa)
- Лошадь Пржевальского (Equus ferus przewalskii)
- Корсак (Vulpes corsac)